# Núi Lớn

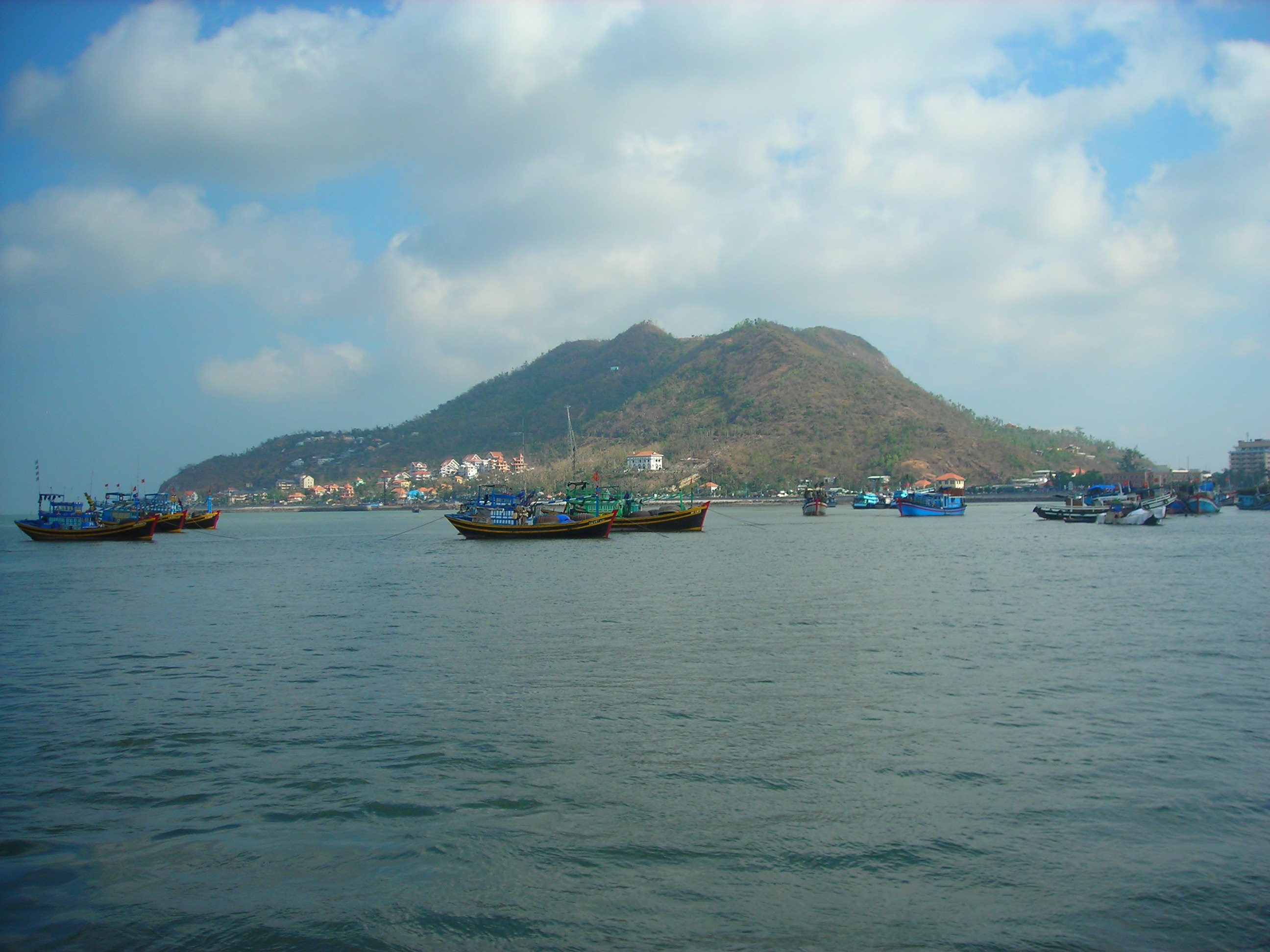
Đại Sơn Vũng Tàu

Núi Lớn hay còn gọi là núi Tương Kỳ, là một ngọn núi cao 245 m nằm ở thành phố Vũng Tàu, tỉnh Bà Rịa – Vũng Tàu. Đây là một trong hai ngọn núi đẹp của thành phố biển, ngọn còn lại là Núi Nhỏ. Trên núi này có Bạch Dinh được xây thời Pháp thuộc nhìn ra biển, nơi có đặt các khẩu súng thần công. Ngọn núi này cũng nổi tiếng với chùa có Thích Ca Phật Đài - một bức tượng Phật ngọa thiền bằng thạch cao lớn. Núi lớn cũng có bức tượng Đức Mẹ lớn đứng nhìn ra biển. Xung quanh núi Lớn có con đường ven biển bao quanh dọc theo cãi bãi biển đẹp. Đang có dự án cáp treo nối núi Lớn và núi Nhỏ, băng qua bãi Trước. Núi Lớn là nơi ưa thích của những người leo núi vào dịp cuối tuần tại đây.

### Sách
- Đặng Đức Siêu (1991). Việt Nam, di tích và thắng cảnh. Nhà xuất bản Đà Nẵng.